# Ивановка (Шарыповский район)
Ивановка — село в Шарыповском районе Красноярского края России. Административный центр Ивановского сельсовета.

## География
Село расположено в 30 км к западу от районного центра Шарыпово.

## История
Основано в 1860 г. В 1926 году состояло из 287 хозяйств, основное население — русские. В административном отношении являлось центром Ивановского сельсовета Берёзовского района Ачинского округа Сибирского края.

## Население
| 1926 | 2010 |
| ---- | ---- |
| 1706 | ↘770 |

Гендерный состав
По данным Всероссийской переписи населения 2010 года 360 мужчин и 410 женщин из 770 чел.